# Domo Polideportivo de la CDAG

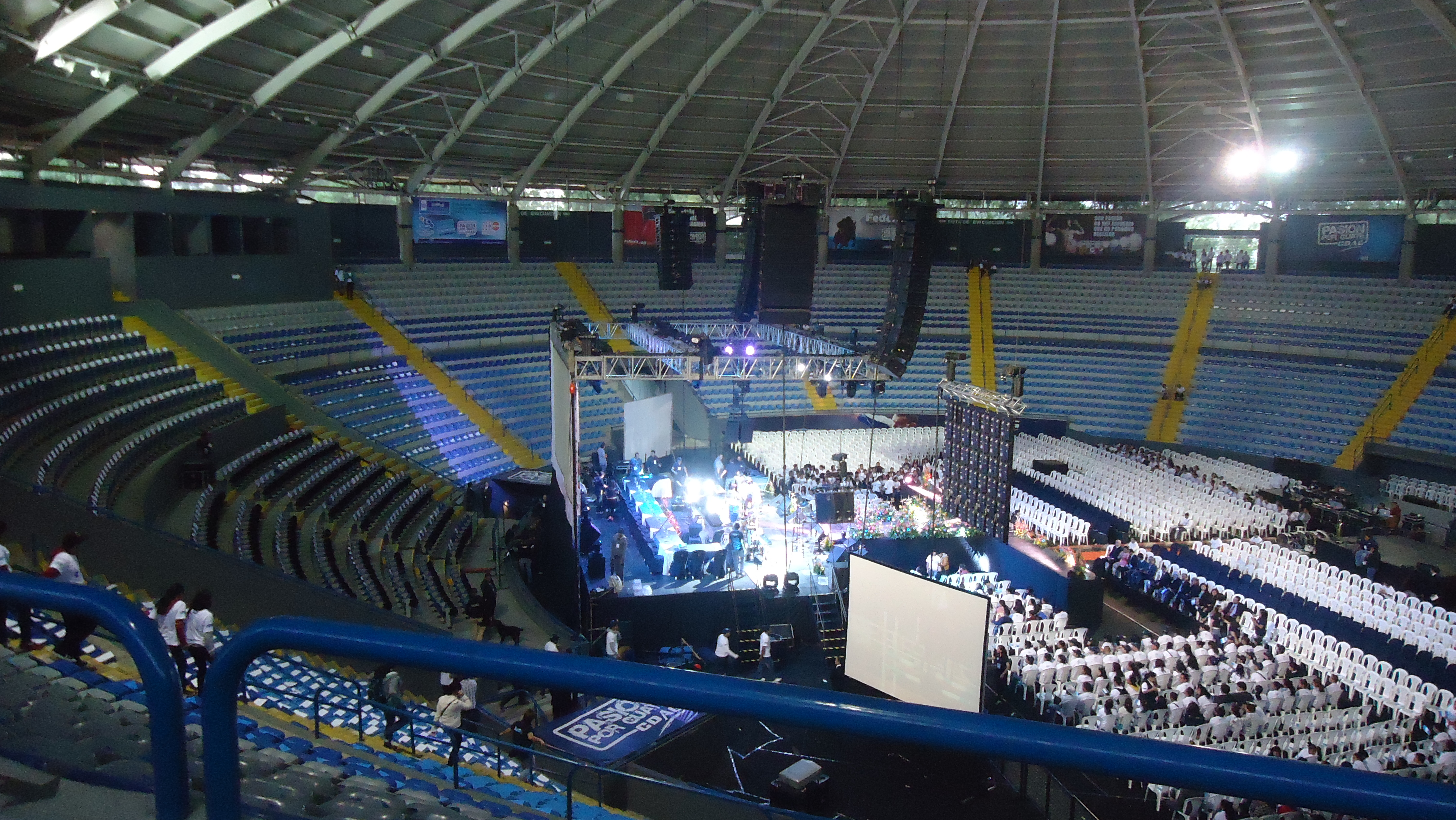
Domo Polideportivo de la CDAG.

O Domo Polideportivo de la CDAG, mais conhecido por Domo de la Zona 13, é uma arena multi-uso localizado na Cidade da Guatemala. O ginásio foi uma das sedes do Campeonato Mundial de Futsal de 2000, recebendo 28 dos 40 jogos do mundial. Atualmente tem capacidade para 7,500 pessoas, porém nos jogos da decisão do terceiro lugar e na final do mundial foram registrados 7,568 pessoas.
Entre os dias 3 e 8 de junho de 2008 sediou o Campeonato de Futsal da CONCACAF, vencido pela Seleção Guatemalteca de Futsal.